# Liste der Ministerien in Jamaika
Folgende Ministerien gibt es in Jamaika:
Stand: Mai 2012
| Ministerium                                                             | kurz  | Portefeuilles und Anmerkungen                             | Sitz                                | Minister, Staatssekretäre |
| ----------------------------------------------------------------------- | ----- | --------------------------------------------------------- | ----------------------------------- | --- |
| Office of the Prime Minister Defence, Development, Information & Sports | OPM   | Verteidigung, Entwicklung, Information, Sport             | Jamaica House Montego Bay St. James | - Prime Minister: Portia Simpson Miller - Minister of State: Luther Buchanan - Ministers without Portfolio: Sandrea Falconer (Information), Natalie Neita-Headley (Sport) - Permanent Secretary: Onika Miller |
| Office of the Cabinet                                                   | –     | Kabinett                                                  | Jamaica House                       | - Cabinet Secretary: Douglas Saunders, Botschafter |
| Ministry of Foreign Affairs and Foreign Trade                           | MFAFT | Äußere Angelegenheiten und Außenhandel                    | Dominica Drive                      | - Minister of Foreign Affairs and Foreign: Arnold Nicholson - Minister of State: Arnoldo Brown - Permanent Secretary: Paul Robotham, Botschafter                                                              |
| Ministry of Justice                                                     | MOJ   | Justiz                                                    | NCB Towers                          | - Minister of Justice: Mark Golding - Permanent Secretary: Robert Rainford |
| Ministry of Finance and Planning                                        | MOF   | Finanzen und Planung                                      | National Heroes Circle              | - Minister of Foreign Affairs and Foreign Trade: Peter Phillips - Minister without Portfolio: Horace Dalley - Financial Secretary: Wesley Hughes                                                              |
| Ministry of National Security                                           | MNS   | Staatssicherheit                                          | NCB Towers                          | - Minister of National Security: Peter Bunting - Permanent Secretary: Dianne McIntosh |
| Ministry of Education                                                   | MOEC  | Bildung                                                   | National Heroes Circle              | - Minister of National Security: Ronald Thwaites - Permanent Secretary: Grace McLean (in Ausübung) |
| Ministry of Industry, Investment and Commerce                           | MIIC  | Industrie, Investitionen und Handel                       | St. Lucia Avenue                    | - Minister of Industry, Investment and Commerce: Anthony Hylton - Minister of State: Sharon Ffolkes-Abraham - Permanent Secretary: Reginald Budhan                                                            |
| Ministry of Science, Technology, Energy and Mining                      | MEM   | Wissenschaft, Technologie, Energie und Bergbau            | Trafalgar Road                      | - Minister of Science, Technology, Energy & Mining: Phillip Paulwell - Minister of State: Julian Robinson - Permanent Secretary: Hillary Alexander                                                            |
| Ministry of Tourism and Entertainment                                   | MTE   | Tourismus und Freizeit                                    | Knutsford Boulevard                 | - Minister of Tourism & Entertainment: Wykeham McNeill - Minister of State: Damion Crawford - Permanent Secretary: Jennifer Griffith - Director General: Carrole Guntley                                      |
| Ministry of Agriculture and Fisheries                                   | MOA   | Landwirtschaft und Fischerei                              | Hope Gardens                        | - Minister of Agriculture and Fisheries: Roger Clarke - Minister of State: Ian Hayles - Permanent Secretary: Donovan Stanberry                                                                                |
| Ministry of Water, Land, Environment and Climate Change                 | MWH   | Wasserwirtschaft, ländlicher Raum, Umwelt und Klimawandel | Dominica Drive                      | - Minister of Water, Land, Environment & Climate Change: Robert Pickersgill - Permanent Secretary: Genefa Hibbert                                                                                             |
| Ministry of Labour and Social Security                                  | MLSS  | Arbeit und soziale Sicherheit                             | North Street National Heroes Circle | - Minister of Labour & Social Security: Derrick Kellier - Permanent Secretary: Alvin McIntosh |
| Ministry of Health                                                      | MOH   | Gesundheit                                                | Oceana Hotel                        | - Minister of Health: Fenton Ferguson - Permanent Secretary: Jean Dixon |
| Ministry of Youth and Culture                                           | MICYS | Jugend und Kultur                                         | Trafalgar Road                      | - Minister of Youth and Culture: Lisa Hanna - Permanent Secretary: Robert Martin |
| Ministry of Transport, Works and Housing                                | MTW   | Transport, öffentliche Arbeit, Wohnen                     | Maxfield Avenue                     | - Minister of Transport, Works & Housing: Omar Davies - Minister of State: Richard Azan - Minister without Portfolio: Morais Guy (Housing) - Permanent Secretary: Audrey Sewell (in Ausübung)                 |
| Ministry of Local Government and Community Development                  | –     | Lokalverwaltung und Gemeindeentwicklung                   | Hagley Park Road                    | - Minister of Local Government & Community Development: Noel Arscott - Minister of State: Colin Fagan - Permanent Secretary: Sharon Crooks                                                                    |